# شكيب غنام
شكيب غنّام (1937 - 22 فبراير 1993)، هو مُخرج سوري. تزوج من الممثلة السورية سلمى المصري و رزقا بولدين، داني وهاني. يعتبر من أهم روّاد الدراما و السينما في سوريا. قدم أهم الأعمال الكلاسيكية السورية المعروفة والتي لاقت رواجا محليا وعربيا، مثل:
- مسلسل الأجنحة 1986
- فوزية 1977
- دليلة والزيبق (مسلسل) 1976
- مسلسل زقاق المايلة 1972
- مسلسل عواء الذثب 1974
- العريس 1975
- الحريق 1982

## وصلات خارجية
شكيب غنام على موقع قاعدة بيانات الأفلام العربية